# Coração com os dedos

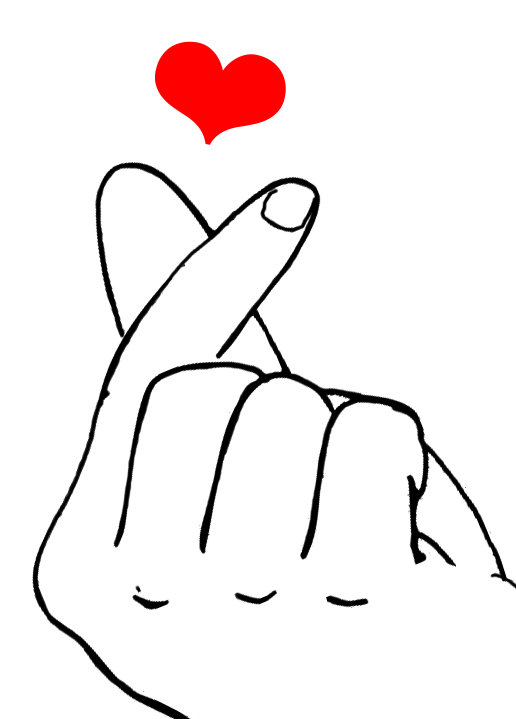
Coração com os dedos

Um coração com os dedos é um gesto feito quando uma pessoa cria um formato de coração usando o dedo indicador e o polegar.
Foi popularizado pela cantora sul-coreana Jessica Jung 2009 nas promoções da música Gee, canção do girl group Girls' Generation que a cantora fazia parte na época.
Na Coreia do Sul, ele é um símbolo bem conhecido entre as estrelas do K-pop e seus seguidores. O gesto do polegar e do indicador se tornou popular em todo o continente asiático devido à popularidade do K-pop e das obras dramáticas coreanas. Embora no resto do mundo, especialmente no mundo ocidental, seja um gesto semelhante a pedir dinheiro ou referir-se a um artigo caro, é fácil confundi-lo com o último nessas partes do mundo.